# القوة المتعددة الجنسيات في لبنان
كانت القوة متعددة الجنسيات في لبنان (إم إن إف) قوة حفظ سلام دولية، أُنشئَت في أغسطس 1982 بعد وقف إطلاق النار الذي توسطت فيه الولايات المتحدة عام 1981 بين منظمة التحرير الفلسطينية (بّي إل أوه) وإسرائيل لإنهاء مشاركتهم في الصراع بين الفصائل اللبنانية الموالية للحكومة والفصائل الموالية لسوريا. استمر وقف إطلاق النار حتى 3 يونيو 1982 عندما حاولت منظمة أبو نضال اغتيال شلومو أرجوف، سفير إسرائيل في لندن. ألقت إسرائيل باللوم على منظمة التحرير الفلسطينية وبعد ثلاثة أيام غزت لبنان. كانت بيروت الغربية محاصرة لمدة سبعة أسابيع قبل أن توافق منظمة التحرير الفلسطينية على اتفاق جديد لانسحابها. نص الاتفاق على نشر قوة متعددة الجنسيات لمساعدة الجيش اللبناني في إجلاء منظمة التحرير الفلسطينية والقوات السورية والمقاتلين الأجانب الآخرين المتورطين في الحرب الأهلية اللبنانية.
تكوّنت القوة متعددة الجنسيات المكونة من أربع دول كقوة فاصلة تهدف إلى الإشراف على الانسحاب السلمي لمنظمة التحرير الفلسطينية. تضمّن المشاركون القوة الأمريكية متعددة الجنسيات (يو إس إم إن إف)، والتي تتكون من أربع وحدات بحرية برمائية مختلفة (إم إيه يو)؛ فوج الفرسان البريطاني الأول لحرس التنين؛ اللواء الأول بين القوة الأجنبية والفرنسية، و 4 أفواج فيالق أجنبية، و 28 فوجًا من القوات المسلحة الفرنسية بما في ذلك المظليين الفرنسيين والأجانب، ووحدات الدرك الوطني، والمظليين الإيطاليين من لواء فولغور، ووحدات المشاة من أفواج بيرساغلييري ومشاة البحرية في فوج سان ماركو. بالإضافة إلى ذلك، كانت القوة متعددة الجنسيات مسؤولة عن تدريب وحدات مختلفة من الجيش اللبناني.
أفسحت البيئة المعتدلة نسبيًا في بداية المهمة المجال للفوضى مع تصاعد الحرب الأهلية في أعقاب اغتيال الرئيس المنتخب بشير الجميل في سبتمبر 1982. أدت التطورات السياسية والعسكرية اللاحقة على الأرض إلى اعتبار القوة متعددة الجنسيات ليست كأحد حفظة السلام، بل بصفته طرفًا محاربًا. في أوائل عام 1984، بعد أن تبين أن الحكومة اللبنانية لم تعد قادرة على فرض إرادتها على الفصائل المتحاربة مع دخولها بيروت وتجدد القتال، أنهت القوة متعددة الجنسيات مهمتها في بيروت وتوجهت إلى البحر قبل مغادرة لبنان بالكامل في يوليو من نفس العام في أعقاب تفجير الثكنات في أكتوبر 1983 الذي أسفر عن مقتل 241 جنديًا أمريكيًا و 58 جنديًا فرنسيًا. وقد حلت محلها قوة الأمم المتحدة المؤقتة في لبنان (يونيفيل) الموجودة بالفعل في لبنان منذ عام 1978 بقيادة الفريق الغاني إيمانويل أرسكين.

## مهمَّة
كانت مهمة القوة متعددة الجنسيات هي ضمان انسحاب جميع القوات الأجنبية؛ بمساعدة ودعم وتدريب الجيش اللبناني لاستعادة سيادة الحكومة اللبنانية بناءً على طلب الأخيرة في بيروت وتعزيز الوحدة والمصالحة الوطنية، إلى جانب تعزيز جميع المؤسسات الوطنية، بما في ذلك الجيش.

ساهمت الولايات المتحدة وفرنسا وإيطاليا والمملكة المتحدة في عمليات حفظ السلام بموجب تفويض القوة متعددة الجنسيات الذي ينص على ما يلي:
ستوفر القوة المتعددة الجنسيات (إم إن إف) قوة تدخل في المواقع المتفق عليها وبالتالي توفر القوة المتعددة الجنسيات التي طلبتها الحكومة اللبنانية لمساعدتها مع القوات المسلحة اللبنانية في منطقة بيروت. وسيسهل هذا الوجود استعادة الحكومة اللبنانية للسيادة والسلطة على منطقة بيروت وبالتالي تعزيز جهودها لضمان سلامة الأشخاص في المنطقة ووضع حد للعنف الذي تكرر بشكلٍ مأساوي.

## المسؤوليات والأنشطة والاتفاق
توفر القوة متعددة الجنسيات، بموجب تفويضها، وجودًا متعدد الجنسيات تطلبه الحكومة اللبنانية لمساعدتها مع القوات المسلحة اللبنانية في منطقة بيروت. القوات المتعددة الجنسيات غير مخولة بالدخول في قتال ولكن يجوز لها ممارسة حق الدفاع عن النفس. تتبع يو إس إم إن إف سياسة الدفاع الفعلي عن النفس ردًا على الهجمات ولتحسين أمنها. ومن أجل تعزيز سلامة أفراد القوة المتعددة الجنسيات، مُنحت سلطة للقوات البحرية الأمريكية في عرض البحر لتمكين إطلاق نيران بحرية ودعم جوي ضد أي وحدات في المناطق التي تسيطر عليها سوريا من لبنان التي تطلق النار على بيروت الكبرى وكذلك ضد أي وحدات تهاجم بشكلٍ مباشرٍ القوة المتعددة الجنسيات أو الأفراد الأمريكية ومرافقهم.
تتكون القوة متعددة الجنسيات حاليًا من الوحدات التالية، التي تؤدي الوظائف المحددة بناءً على طلب الحكومة اللبنانية. وقد اختلفت وظائفهم الدقيقة داخل مهمة القوة متعددة الجنسيات بمرور الوقت وما زالت تخضع للتعديل في ضوء الظروف المتغيرة.
- توجد وحدة برمائية بحرية أمريكية (إم إيه يو) على الشاطئ في مطار بيروت الدولي كقوة قوامها 1400 رجل والتي توفر أيضًا قوات أمنية خارجية في المنشآت الدبلوماسية الأمريكية في منطقة بيروت الكبرى. عناصر إضافية من إم إيه يو في الاحتياط، وخاصةً عناصر الدعم القتالي ودعم الخدمة القتالية، موجودة على متن سفن برمائية قبالة شواطئ بيروت. ريثما تنتهي المشاورات مع الحكومة اللبنانية والحلفاء الغربيين، سيُعاد انتشار هذه القوة بمجرد أن تسمح الظروف، مع هدف مبدئي للاكتمال في غضون 30 يومًا. كما ذُكر أعلاه، سيبقى الأفراد العسكريون الأمريكيون الموجودون حاليًا مع القوة متعددة الجنسيات على الأرض لحماية أفرادنا المتبقين.
- توجد أيضًا كتيبتان إيطاليتان في قوة قوامها 1400 فرد في جنوب غرب بيروت وتساعدان أيضًا في حماية مخيمي صبرا وشاتيلا للاجئين. أكملت الحكومة الإيطالية تقريبًا العملية التي استمرت أربعة أشهر لإعادة حجم قوتها إلى هذا المستوى من 2200 رجل.  أعلن الإيطاليون في 8 فبراير عن عزمهم سحب المزيد من القوات مع ترك جزء من كتيبتهم متعددة الجنسيات لحماية مناطق المعسكرات.
- تعمل الكتائب الفرنسية كقوة داخل من مرفأ بيروت وبالقرب منه. أعاد الفرنسيون ما يقرب من 460 فردًا من القوة متعددة الجنسيات إلى قوة الأمم المتحدة المؤقتة في لبنان (اليونيفيل) في جنوب لبنان، ما يدعهم عند مستوى 1600 جندي، وهو أعلى بكثير من التزامهم الأصلي بالقوات.
- انسحبت سرية استطلاع آلية بريطانية قوامها 100 رجل من موقعها شرق مطار بيروت الدولي في 8 فبراير وصعدت على متن سفينة تابعة للبحرية الملكية في عرض البحر حتى يتضح الوضع.

بالإضافة إلى ذلك، لدى كل وحدة من القوة متعددة الجنسيات قوات بحرية ودعم جوي في المنطقة.

## التاريخ
كانت الولايات المتحدة متورطة سابقًا في لبنان خلال أزمة عام 1958. واجه الرئيس اللبناني كميل شمعون، في أعقاب أزمة السويس، محنة في عام 1956 عندما طالبه زعماء مسلمون بقطع العلاقات مع بريطانيا وفرنسا، اللتين هاجمتا مصر للتو بشأن حقوقها في قناة السويس. اندلع في مايو 1958 تمرد مسلح في بيروت بدعم من العناصر الإسلامية في الغالب. وفي يوليو، أطاح انقلاب دموي في العراق بالنظام الملكي وأسس نظامًا عسكريًا متحالفًا مع مصر وسوريا، خوفًا من استيلاء اليساريين المرتبطين بمصر وسوريا على أمته، حيث عارضت الفصائل الإسلامية المؤيدين للحكومة الغربية وطالب لبنان بالانضمام إلى الجمهورية العربية المتحدة بقيادة عبد الناصر والمدعومة من الاتحاد السوفيتي، كما أرسل شمعون نداءً عاجلًا إلى الحكومة الأمريكية للمساعدة. بعد ذلك دخلت الولايات المتحدة لبنان بهدف معلن وهو حماية المواطنين الأمريكيين والحفاظ على وحدة واستقلال البلاد في مواجهة المعارضة الداخلية والتهديدات الخارجية. أُرسل 14000 جنديًا من مشاة البحرية والمظليين إلى لبنان من قبل الرئيس دوايت أيزنهاور لمنع البلاد من السقوط في قبضة الشيوعية. وترك الرئيس شمعون منصبه في سبتمبر بعد أن أنهى فترة ولايته واختِير من يخلفه بسلام.
في نيسان 1975، أثارت محاولة اغتيال بيار الجميّل، الشخصية المارونية البارزة، اشتباكات بين الميليشيات الفلسطينية والمسيحية، والتي اعتُبرت على نطاقٍ واسع أنها سبب انطلاق الحرب الأهلية اللبنانية. فتلا ذلك مزيد من عدم الاستقرار عندما غزت إسرائيل لبنان في يونيو 1982، حيث استهدف الغزو قواعد منظمة التحرير الفلسطينية في بيروت.
نظرًا لأن العاصمة بيروت كانت محاصرة من قبل الإسرائيليين، تفاوض المبعوث الأمريكي الخاص فيليب حبيب مع الأطراف المتحاربة من أجل إنهاء القتال وإنشاء قوة حفظ سلام دولية للإشراف على إجلائهم. في آب 1982، نجح في التوصل إلى اتفاق لإجلاء القوات السورية ومقاتلي منظمة التحرير الفلسطينية من بيروت. كما نصت الاتفاقية على نشر قوة متعددة الجنسيات من ثلاث دول خلال فترة الإجلاء.

## صور

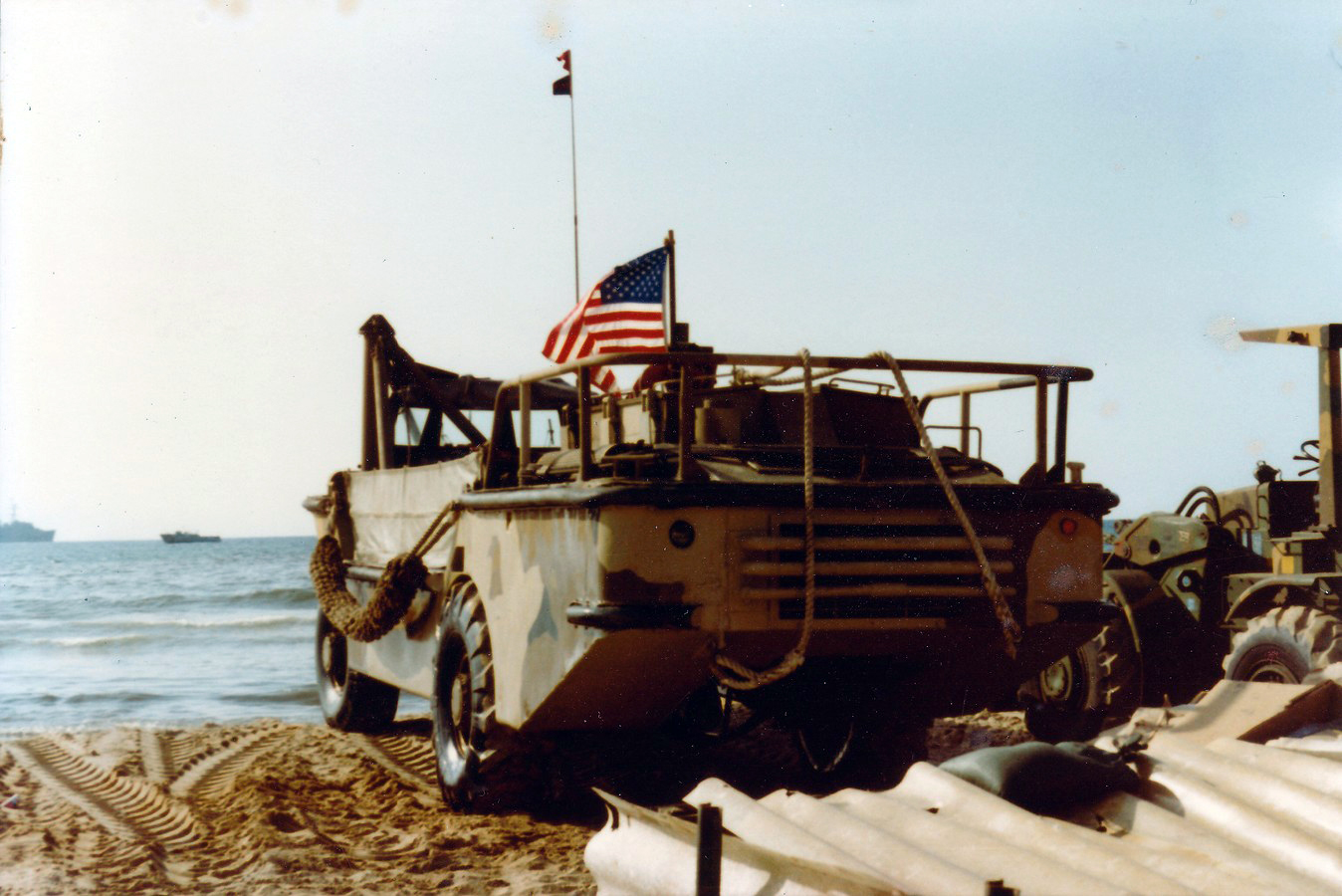
مركبة برمائية أمريكية في بيروت عام 1982م.
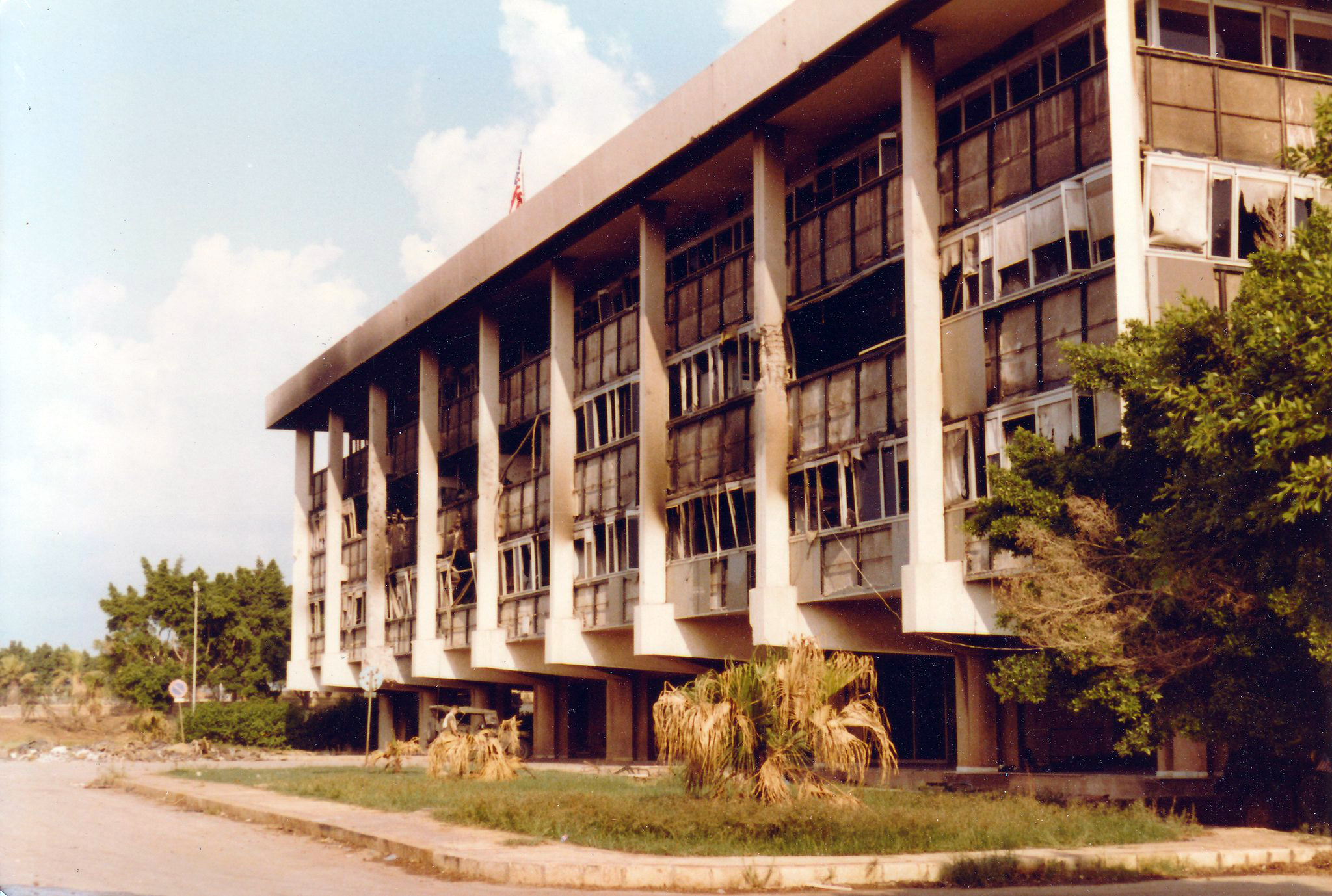
المقر السابق للقوات الأمريكية قبل التفجير سنة 1982م.
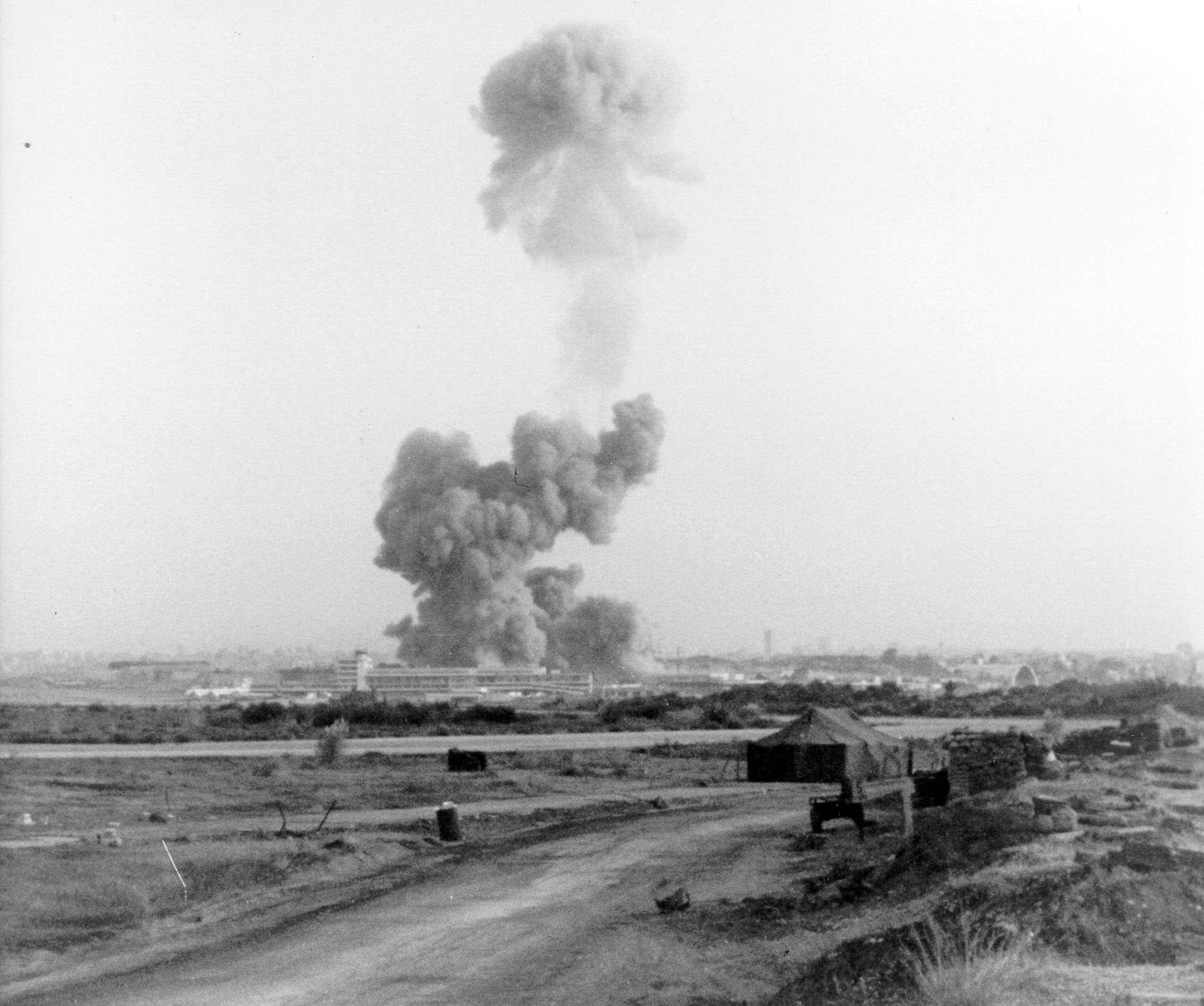
صورة تفجير المقر السابقة للقوات الأمريكية من بعد 500م.
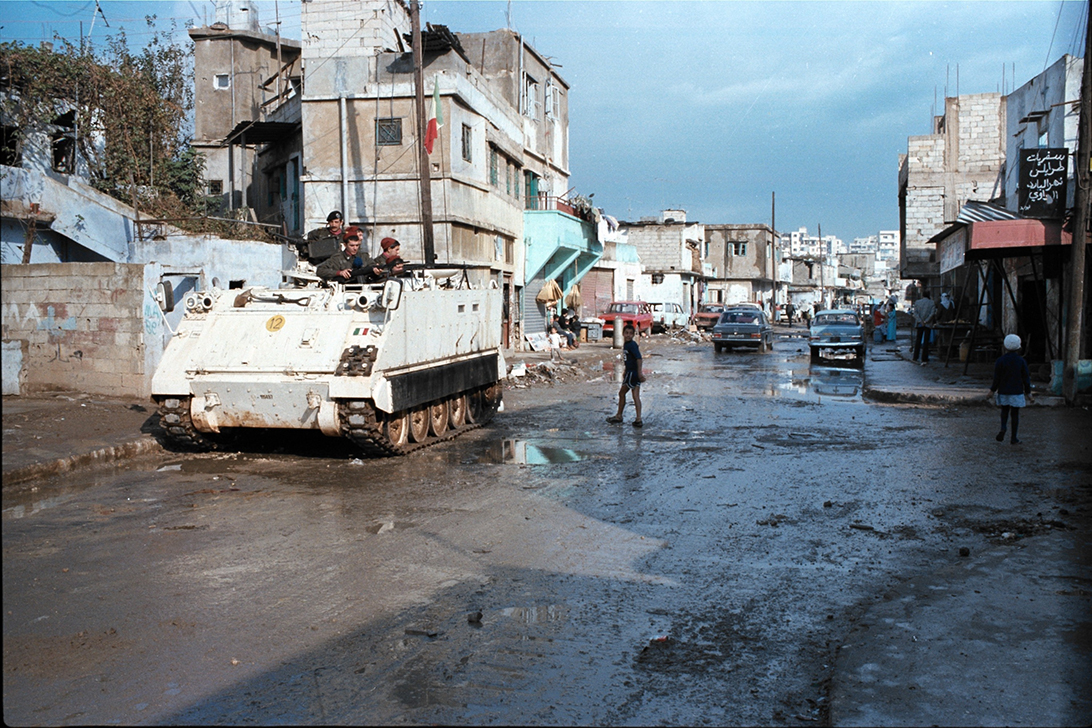
قوات إيطالية في دورية مع القوة المتعددة الجنسيات في لبنان عام 1982م.
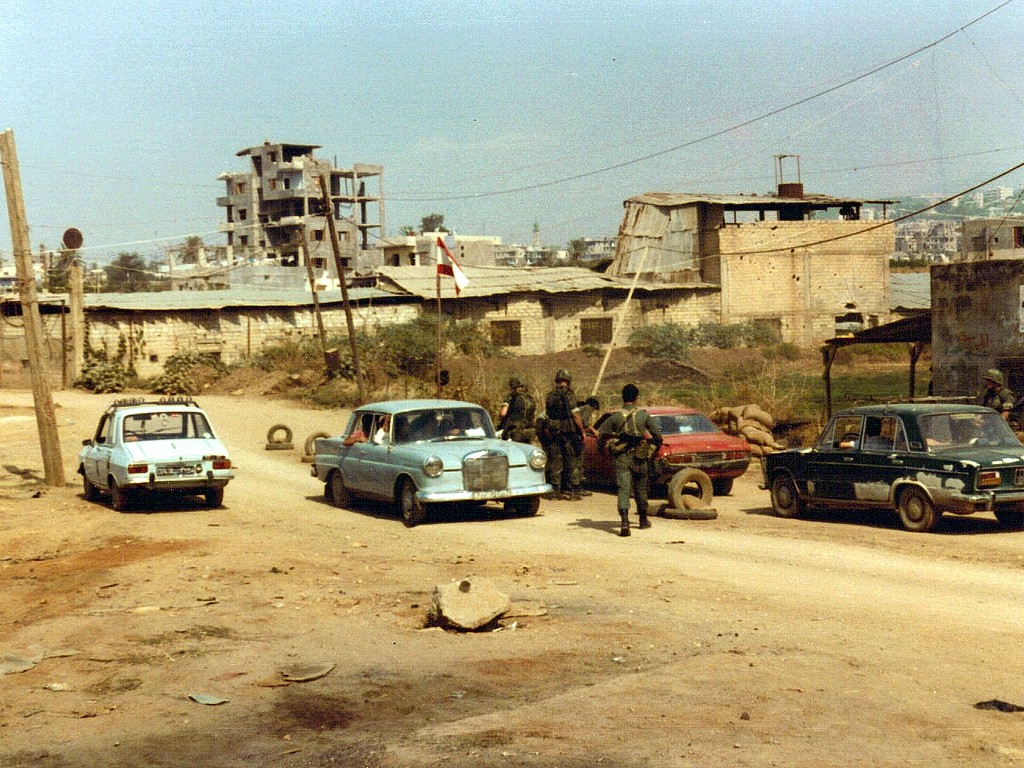
نقطة تفتيش رقم 4، يحرسها قوات مشاة البحرية الأمريكية وجنود لبنانيون في ضواحي بيروت عام 1982م.